# Kung Fu Cooking Girls
Kung Fu Cooking Girls (xinès simplificat: 功夫料理娘, pinyin: Gōngfū liàolǐ niáng) és un curtmetratge d'animació xinés, produït per l'Estudi d'animació Wolf Smoke i dirigit per Jin Roh. Es tracta d'una ONA estrenada el 2011 a internet, en la que s'utilitzaren 4.000 imatges principals i 10.000 de transició.
AniMugen Fansub feu una versió subtitulada en valencià.